# Лаборатория Резерфорда — Эплтона
Лаборатория Резерфорда — Эплтона (англ. Rutherford Appleton Laboratory (RAL)) — одна из национальных лабораторий Великобритании, под управлением Science and Technology Facilities Council (STFC). Расположена в графстве Оксфордшир, недалеко от городка Дидкот. В лаборатории работают около 1200 человек. Названа в честь знаменитых физиков, Нобелевских лауреатов Эрнеста Резерфорда и Эдварда Эплтона.
Лаборатория основана в 1957 году как Rutherford High Energy Laboratory. Тогда в новую лабораторию был перевезён 600 МэВ линейный ускоритель протонов, для того чтобы стать инжектором в проектируемый протонный синхротрон Nimrod. В дальнейшем в лабораторию в разные годы вливались другие научные организации.
В настоящее время в лаборатории Резерфорда — Эплтона функционируют следующие крупные экспериментальные установки:
- Источник нейтронов ISIS, запущенный в 1985 году на базе выполнившего свои экспериментальные задачи протонного ускорителя Nimrod.
- Лазерный центр, включающий в себя мощные петаваттные лазеры Vulcan и Astra, и другие.
- Источник синхротронного излучения третьего поколения Diamond.